# Josh Sussman
Josh Sussman (Teaneck, 30 de dezembro de 1983) é um ator estadunidense, mais conhecido pelo seu papel como Aldo Bragaramba, na série original da Disney, Os Feiticeiros de Waverly Place.

## Biografia
Sussman cresceu em Teanek, Nova Jersey. Ele estudou teatro por dois anos na Escola de Cinema e Televisão na cidade de Nova York. E interpretou Jacob Ben Israel no seriado Glee.

## Filmografia
- Warren the Ape (2010-) - Cecil Greenblatt
- Glee (2009-2013) - Jacob Ben Israel
- Stay Cool (2009) - Jornalista da floresta #2
- Os Feiticeiros de Waverly Place (2008-2010) - Aldo Bragaramba (6 episódios)
- Bones (2009) - (1 episódio)
- The Juggler (2009)
- The Evening Journey (2008)
- The Suite Life of Zack & Cody (2007) - Copy Guy (1 episódio)
- What About Brian (2007) - Ben (3 episódios)
- The Tonight Show with Jay Leno (2007) - Brian, American Idol Spoof (1 episódio)
- Zip (2007) - Martin
- My Crazy Life (2005) - Derek, Tom Green's Best Buddy (1 episódio)
- Drake & Josh (2004-2007) - Clayton (2 episódios)